# Varga József (labdarúgó, 1955)
Varga József (Szőny, 1955. január 24. – 2023. augusztus 11.) magyar labdarúgó, hátvéd, középpályás. A sport sajtóban Varga II néven említették.

## Pályafutása

### Klubcsapatban
1974 és 1976 között a Rába ETO, 1976 és 1979 között a Bp. Honvéd, 1979 és 1982 között a Csepel labdarúgója volt. 1982–83-ban a bajnok Rába ETO játékosa volt. 1983 és 1985 között a Csepel csapatában fejezte be az aktív játékot.

### A válogatottban
1974-ben kétszer szerepelt az utánpótlás válogatottban.

## Sikerei, díjai
- Magyar bajnokság
  - bajnok: 1982–83
  - 2.: 1977–78
- UEFA-kupa
  - negyeddöntős: 1978–79